# Cérébrale Académie sur Wii
Cérébrale Académie sur Wii (connu sous les noms anglophones de Big Brain Academy: Wii Degree en Amérique du Nord et Big Brain Academy for Wii en Europe) est un jeu vidéo de réflexion pour tous publics. Édité et développé par Nintendo, sorti le 26 avril 2007 au Japon, le 11 juin 2007 en Amérique du Nord, le 20 juillet 2007 en Europe et le 8 novembre 2007 en Australie. Ce titre existe aussi sur Nintendo DS sous le nom Cérébrale Académie (Big Brain Academy). 
Le but est de découvrir la taille de notre cerveau au moyen d'exercices se classant en 5 catégories:
- Mémoire
- Maths
- Perception
- Identification
- Analyse

## Solo
En solo, vous pouvez participer à une quinzaine d'épreuves. En plus de pouvoir modifier le niveau de difficulté pour augmenter la complexité des épreuves, vous pouvez aussi décider d'accélérer la vitesse de déroulement des épreuves de manière à pouvoir améliorer votre score en augmentant le rythme de la partie.

## Multijoueurs
Au maximum, 8 participants peuvent jouer en même temps. La plupart des activités sont classées suivant trois thématiques:
- La première est le Sprint Cérébral, qui consiste à résoudre les problèmes le plus vite possible, à 2 ou en relais par équipes.
- La deuxième est le Marathon Mental, où il faut réussir à tenir le rythme jusqu'au bout, seul ou en équipes.
- La troisième -le Quiz Neurone- propose un éventail de tests choisis aléatoirement, le but étant de donner un maximum de réponses sur chaque jeu dans un laps de temps donné. L'intérêt réside surtout dans le fait que vous pouvez choisir votre catégorie mais que vous ne pouvez pas savoir à l'avance quel sera le niveau de difficulté imposé.